# ساعت یونیکس

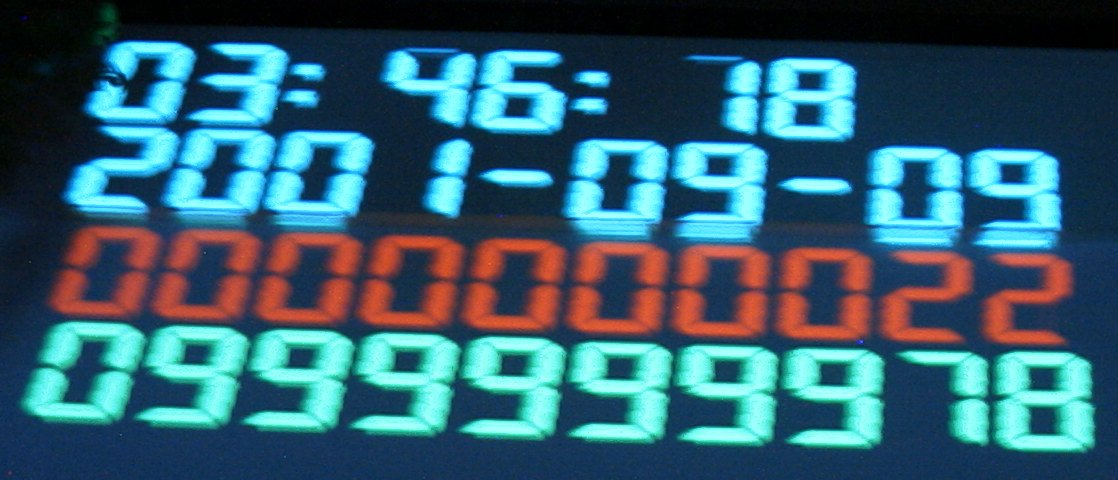
1000000000 ثانیه از دوران در یک مهمانی برگزار شده توسط DKUUG در کپنهاگ، دانمارک 2001-09-09 03:46:40 جشن گرفته شد.

ساعت یونیکس (به انگلیسی: Unix Time) یا ساعت پازیکس (به انگلیسی: Posix Time) یکی از مقیاس اندازه‌گیری زمان آنی است. این عدد تعداد ثانیه‌ها از ساعت ۰۰:۰۰:۰۰ ساعت هماهنگ جهانی اول ژانویه ۱۹۷۰ است. (شامل ثانیه‌های کبیسه نمی‌شود) همچنین برای زمان‌های قبل از اول ژانویه از اعداد منفی استفاده می‌شود.
به عنوان مثال [۰۱/۰۱/۱۹۷۰ ۰۰:۰۰:۰۰] برابر با صفر (۰) و [۰۱/۰۱/۱۹۷۰ ۰۰:۰۱:۰۰] برابر با شصت (۶۰) است. 
فرمول اصلی آن به این صورت می‌باشد تعداد (روزهای گذشته از اول ژانویه ۱۹۷۰) × ۸۶۴۰۰(تعداد ثانیه‌های هر روز)
در صورتی‌که برای ذخیره مقدار ساعت یونیکس از متغیری ۳۲ بیتی استفاده شده باشد در نوزدهم ژانویه سال ۲۰۳۸ متغیر مربوط سرریز خواهد شد و منجر به مشکلاتی در سیستم‌های رایانه‌ای خواهد گردید.